# Benjamin Tribes
 (février 2025).
Si vous disposez d'ouvrages ou d'articles de référence ou si vous connaissez des sites web de qualité traitant du thème abordé ici, merci de compléter l'article en donnant les références utiles à sa vérifiabilité et en les liant à la section « Notes et références ».
Benjamin Tribes est un acteur, réalisateur, scénariste français, principalement connu pour son rôle dans La Philo selon Philippe et quelques apparitions dans certaines sitcom pour TF1 et M6.

## Biographie
Il commence à jouer la comédie enfant dans des séries comme Michel mène l'enquête (où il joue le frère jumeau de Dorothée Pousséo), Archibald (encore avec Dorothée Pousséo, Daniel Gélin, Franck Dubosc), La famille Fontaine (avec la toute jeune Ludivine Sagnier). Suivront des rôles de jeune adulte dans des téléfilms (Madame le proviseur, Fred et son orchestre avec Michel Leeb) .
En 1999 et 2000 il réalise deux courts métrages (Coup de Bang et La Nuit des Cabotins) dans lesquels participera Jérémy Wulc (qui interprétait Fabien Roussel dans La Philo).
En 2003 il monte Novecento, tiré du roman éponyme d'Alessandro Barrico, où il sera seul en scène. Il jouera dans Jean contre les cow-boys et L'Ex-Femme de ma vie au théâtre. Il crée en 2003 On s'voyait déjà, comédie jouée au Théâtre Montmartre Galabru avec Grégory Sauvion, Christophe Lemoine, Dorothée Pousséo, Arthur Dupont, Ethel Houbiers et Sabine Cormy. La pièce sera reprise au Mélo d'Amélie de 2005 à 2006.

## Filmographie

### Réalisateur
- 1999 : Coup de Bang (court métrage)
- 2000 : La Nuit des Cabotins (court métrage)
- 2006 : Aller simple

### Scénariste
- 1999 : Coup de Bang (court métrage)
- 2000 : La Nuit des Cabotins (court métrage)

### Acteur
- 1989 : Michel mène l'enquête
- 1991 : Archibald : Maxence
- 1995 : La Philo selon Philippe : Arnaud Zykowsky
- 1996 : Studio Sud
- 1996 : Madame le Proviseur (épisode Bob et Samantha) : Maxime
- 1997 : Les années fac : Fredo
- 1999 : Coup de Bang
- 1999 : Le G.R.E.C
- 2000 : La Nuit des Cabotins
- 2003 : Fred et son orchestre
- 2009 : Sections de recherches
- 2010 : RIs police scientifique
- 2013 : Cut ! : Mathis[1] Bellerose
- 2022 : O.P.J., saison 3, épisodes 17 et 18 (Les dents de la terre)
- 2023 : O.P.J., saison 4, épisode 3 (Bianca, 1ère partie) : Norbert Besnard

### Doublage
- 2022 : Shotgun Wedding : ? ( ? )[2]
- 2023 : Élite : ? ( ? ) (saison 7)

## Théâtre

### Metteur en scène
- 2003-2005 : On s'voyait déjà

### Auteur
- 2003-2005 : On s'voyait déjà

### Comédien
- 2002 - 2003 : Novecento
- 2002 : Jean contre les cow-boys
- 2004 : Un paysage sur la tombe (théâtre de l'île St Louis)
- 2004 - 2007 : On s'voyait déjà